# Blepharella fascipes
Blepharella fascipes är en tvåvingeart som först beskrevs av Villeneuve 1943.  Blepharella fascipes ingår i släktet Blepharella och familjen parasitflugor. Inga underarter finns listade i Catalogue of Life.